# 黄金を抱いて翔べ
『黄金を抱いて翔べ』（おうごんをだいてとべ）は、1990年12月に新潮社から出版された高村薫のサスペンス小説。高村のデビュー作（第3回日本推理サスペンス大賞受賞作）。

## 概要
『小説新潮』1990年10月号初出。第3回日本推理サスペンス大賞受賞。単行本は1990年12月10日発行。文庫本は1994年1月25日発行。

## あらすじ
大阪に本店をおくメガバンクの地下には、240億もの金塊が眠るという。大阪の街でしたたかに生きる6人の男たちは、その6トンの金塊強奪計画を企む。
彼らは無謀なまでの強奪計画を企てて、「鉄壁の要塞」からの金塊奪取に挑もうとする。しかし、そこには誰も知らない「6人の過去」が複雑に絡み合っていた。

## 登場人物

### 金塊強奪グループ
幸田弘之（コウダ ヒロユキ）
主人公。「人のいない土地」を探している29歳。
北川浩二（キタガワ コウジ）
幸田とは大学が同じだった。既婚の30歳。銀行襲撃を計画するリーダー的存在。
北川春樹（キタガワ ハルキ）
北川浩二の弟。高校を中退している。
楚要煥（モモ）
元北朝鮮のスパイ。幸田との縁で襲撃計画に参加。
野田（ノダ）
コンピュータ会社に勤めるエンジニア。北川とは外車ショーで知り合った。
岸口順三（キシグチ ジュンゾウ）
元神父。エレベータ会社に勤めていた経験を買われ、計画に参加する。
なお6人のうち、関西育ちで関西の言葉を使うのは神戸出身（文庫P.302）の野田のみ。幸田は7歳で荻窪の叔父に引き取られており、北川も千葉の出身。岸口老人に出身地の記述はないが、関西弁を使っていない。

### その他
北川圭子 (キタガワケイコ)
北川浩二の妻。
山岸 (ヤマギシ)
左翼系の政治団体「青銅社」の人間。幸田と関わりを持つ。
サク
暴走族「吹田連合」の総長。春樹に恨みを持つ。
映画版では「キング」と呼称され、半グレ集団の頭目として描かれる。
末永 (スエナガ)
公安と北朝鮮の二重スパイ。モモを標的にしている。

## テレビドラマ
1991年4月2日に日本テレビ系列「火曜サスペンス劇場」枠で放送（放送時間：21時03分 - 23時22分）。
キャスト
- 伊藤蘭
- 世良公則
- 斉藤隆治
- 朝加真由美
- 岸野一彦

スタッフ
- 脚本：山田信夫
- 演出：嶋村正敏
- 制作：日本テレビ、NTV映像センター

## 映画
2012年11月3日に公開された井筒和幸監督、妻夫木聡主演の実写映画。
2012年1月7日クランクイン。全国191スクリーンで公開され、2012年11月3、4日の初日2日間で興収1億98万4,200円、動員7万5,120人になり映画観客動員ランキング（興行通信社調べ）で初登場第4位となった。キャッチコピーは「札束より欲しいもの、おまえにはあるか?」

### キャスト
- 幸田弘之 - 妻夫木聡
- 北川浩二 - 浅野忠信
- 野田 - 桐谷健太
- 北川春樹 - 溝端淳平
- モモ（チョウ・リョファン） - チャンミン（東方神起）
- ジイちゃん（斉藤順三） - 西田敏行
- キング - 青木崇高
- 北川圭子 - 中村ゆり
- 山岸 - 田口トモロヲ
- 末永 - 鶴見辰吾
- 警備員 - でんでん
- 弘之の母 - 赤間麻里子
- マツコデラックス - マツコデラックス（本人役）

### スタッフ
- 監督 - 井筒和幸
- 原作 - 高村薫「黄金を抱いて翔べ」（新潮文庫刊）
- 脚本 - 吉田康弘・井筒和幸
- 音楽 - 平沢敦士
- 主題歌 - 安室奈美恵「Damage」（avex trax）
- 撮影 - 木村信也
- 照明 - 尾下栄治
- 音楽 - 平沢敦士
- 録音 - 白取貢
- 編集 - 冨田伸子
- VFXスーパーバイザー - オダイッセイ
- 企画特別協力 - 新潮社
- 配給 - 松竹
- 制作プロダクション - nktエンターテイメント
- プロデューサー - 菅野和佳奈、藤田裕一、山本恭史、湊谷恭史
- エグゼクティブプロデューサー - 新崎英美、田林憲治
- 製作 - 「黄金を抱いて翔べ」製作委員会（エイベックス・エンタテインメント、nktエンターテイメント、ハピネット、衛星劇場、メモリーテック、電通、Yahoo! JAPAN、ぴあ）

### 受賞歴
- 第36回日本アカデミー賞 新人俳優賞（チャンミン）[3]
- 第22回日本映画批評家大賞 新人男優賞（チャンミン）[4]
- 第27回高崎映画祭
  - 最優秀監督賞（井筒和幸）
  - 最優秀助演男優賞（溝端淳平）

### 関連作品

#### 私が黄金を追う理由〜映画「黄金を抱いて翔べ」スペシャルドラマ〜
BeeTVオリジナルストーリーの全5話からなる携帯ドラマ。映画公開前の2012年10月1日から10月27日までBeeTV＆dマーケットVIDEOストアにて配信された。

##### キャスト
- 坂下ルカ - 平山あや
- 飯塚悠斗 - 木村了
- 吉岡朋 - 石橋杏奈
- 幸田弘之 - 妻夫木聡
- 北川浩二 - 浅野忠信
- 野田 - 桐谷健太
- 北川春樹 - 溝端淳平
- モモ - チャンミン（東方神起）

##### スタッフ
- 監督 - 滝本憲吾
- 脚本 - 吉田康弘

#### Blu-ray / DVD
- メイキング・オブ 黄金を抱いて翔べ（2012年10月2日発売）
- スタンダード・エディション（2013年4月2日発売、映像特典：特報・劇場予告編・TVスポット集）
- 初回限定 コレクターズ・エディション（2枚組、2013年4月2日発売）
  - ディスク1：本編ディスク（スタンダード・エディションと同様）、ディスク2：特典DVD（撮影日誌、完成披露試写会・初日舞台挨拶ドキュメント、キャラクター紹介映像集、スピンオフドラマ「私が黄金を追う理由」）、封入特典：マスコミ用プレス（リサイズ版）、黄金仕様の特製アウターケース付きデジパック仕様

発売元：エイベックス・マーケティング　販売元：ハピネット